# Caress of Steel
Caress of Steel (en español: Caricia de Acero) es el título del tercer álbum grabado en estudio por la agrupación canadiense de rock progresivo Rush. Fue lanzado al mercado en Estados Unidos en septiembre de 1975 y no tuvo lanzamiento comercial en Hispanoamérica. Este álbum muestra una mayor adherencia de la banda al estilo del rock progresivo: piezas largas, compuestas de varias partes y solos instrumentales de gran agilidad y virtuosismo.
Lo notable de este álbum es la considerable evolución de la estructura y sonoridad de la banda. Aquí se incluye lo que se considera su primera obra épica, The Fountain of Lamneth, una canción de casi 20 minutos de duración. Con esta grabación la banda esperaba consolidarse comercialmente, terminando de ganar la reputación que los músicos venían trabajando sistemáticamente desde el álbum Fly by Night. Sin embargo, Caress of Steel resultó un verdadero fracaso comercial: vendió menos ejemplares que el anterior. A pesar de ello, la mejoría de la ejecución musical es notoria: Rush se incorpora definitivamente al género del rock progresivo con este trabajo.
Líricamente, las composiciones se vuelven más complejas y refinadas. Neil Peart hace referencia tanto a sucesos históricos (la Toma de la Bastilla, en la canción «Bastille Day») así como a experiencias autobiográficas (como en la canción «Lakeside Park»). Sin embargo, lo más destacable es la exploración de los clásicos de la literatura: The Necromancer (en español: El Nigromante) es un personaje que hace referencia a Sauron -del clásico de J. R. R. Tolkien, El Señor de los Anillos-, mientras que los tres viajeros mencionados en la narración no son otros que Frodo, Samsagaz y Gollum. En esta pieza musical, el personaje de By-Tor (de su anterior producción "Fly by Night") regresa, pero esta vez como un héroe, en lugar de villano. La última canción, «The Fountain of Lamneth», es una referencia a la famosa fábula que narra la historia de un hombre en busca de la Fuente de la Juventud, aventura que consecuentemente le impide evolucionar como persona.
Como anécdota curiosa, la carátula del álbum (la primera diseñada por Hugh Syme), debería haber tenido un aspecto metálico, semejante al acero, para producir un efecto en conjunto con el título del álbum, pero por errores de imprenta, salió con aspecto cobrizo.

## Canciones
Lado A
- "Bastille Day" (4:37)
- "I Think I'm Going Bald" (3:37)
- "Lakeside Park" (4:08)
- "The Necromancer" (12:30)
  - I. Into Darkness (4:12)
  - II. Under the Shadow (4:25)
  - III. Return of the Prince (3:52)

Lado B
- "The Fountain of Lamneth" (19:57)
  - I. In the Valley (4:18)
  - II. Didacts and Narpets (1:00)
  - III. No One at the Bridge (4:19)
  - IV. Panacea (3:14)
  - V. Bacchus Plateau (3:16)
  - VI. The Fountain (3:49)

## Músicos
- Geddy Lee: Voz, bajo, teclado y guitarra acústica
- Alex Lifeson: Guitarras eléctrica y acústica
- Neil Peart: Batería, percusión y timbales

- Datos: Q582220